# Tukotukowate
Tukotukowate, tukotuki (Ctenomyidae) – rodzina ssaków z podrzędu jeżozwierzowców (Hystricomorpha) w obrębie rzędu gryzoni (Rodentia).

## Zasięg występowania
Rodzina obejmuje żyjące współcześnie gatunki występujące w Ameryce Południowej (Brazylia, Peru, Boliwia, Chile, Paragwaj, Urugwaj i Argentyna).

## Morfologia
Ciało przedstawicieli tego rodzaju jest osadzone na krótkich nogach. Ich skóra jest luźna, tak by swobodnie mogła się obsuwać podczas przemieszczania się w tunelach. Długie przednie łapy ułatwiają rycie pod ziemią. Głowy tukotukowatych są stosunkowo duże, uszy małe, a ich ogony są owłosione.

## Podział systematyczny
Do rodzaju należy jeden występujący współcześnie rodzaj:
- Ctenomys Blainville, 1826 – tukotuko

Opisano również kilka rodzajów wymarłych:
- Actenomys Burmeister, 1888[14]
- Chasichimys Pascual, 1967[15]
- Chasicomys Pascual, 1967[16] – jedynym przedstawicielem był Chasicomys octodontiformis Pascual, 1967
- Eucelophorus Ameghino, 1908[17]
- Palaeoctodon Rovereto, 1914[18] – jedynym przedstawicielem był Palaeoctodon simplicidens Rovereto, 1914
- Xenodontomys Kraglievich, 1927[19]